# بات برايس
بات برايس هو لاعب هوكي الجليد كندي، ولد في 24 مارس 1955 في نيلسون في كندا.

## وصلات خارجية
- بات برايس على موقع دوري الهوكي الوطني (الإنجليزية)
- بات برايس على موقع EliteProspects.com (الإنجليزية)
- بات برايس على موقع HockeyDB.com (الإنجليزية)
- بات برايس على موقع Hockey-Reference.com (الإنجليزية)